# دولنی هرادیشتی
دولنی هرادیشتی (به چکی: Dolní Hradiště) یک منطقهٔ مسکونی در جمهوری چک است که در ناحیه پلزن-شمالی واقع شده‌است. دولنی هرادیشتی ۲٫۶۷ کیلومتر مربع مساحت و ۳۹ نفر جمعیت دارد و ۳۴۷ متر بالاتر از سطح دریا واقع شده‌است.